# ماریا مانوئلا
ماریا مانوئلا (انگلیسی: Maria Manuela, Princess of Portugal؛ ۱۵ اکتبر ۱۵۲۷ – ۱۲ ژوئیهٔ ۱۵۴۵) یک ملکه همسر اهل پرتغال بود. وی مادر کارلوس آستوریاس بود.